# Guéret
Guéret /ɡeˈʀɛ/ (in occitano Garait) è un comune francese di 14 849 abitanti capoluogo del dipartimento della Creuse, nella regione della Nuova Aquitania. L'edificio più notevole della città è il rinascimentale Hôtel des Monneyroux, eretto fra la seconda metà del XV secolo e i primi decenni del secolo successivo. La città possiede anche un museo contenente una pinacoteca, alcuni raffinati arazzi del XVII secolo e molti preziosi smalti di Limoges, prodotti in varie epoche (XIII-XVIII secolo).
I suoi abitanti si chiamano Guérétois /ɡeʀeˈtwa/.

## Società

### Evoluzione demografica
Abitanti censiti

## Amministrazione

### Gemellaggi
- Stein, dal 1991